# Rezerwat przyrody Bukowy
Rezerwat przyrody Bukowy – leśny rezerwat przyrody położony w województwie warmińsko-mazurskim w powiecie olsztyńskim, w gminie Kolno, nadleśnictwie Mrągowo. Przedmiotem ochrony objęty jest 150-letni drzewostan buka.
- Akt powołujący rezerwat ogłoszony został w MP nr 123, poz. 1781 z 31.12.1954 r.[2]
- Powierzchnia – 8,64 ha[1] (akt powołujący podawał 8,30 ha)
- Cel ochrony – zachowanie fitocenoz buczyny pomorskiej na granicy wschodniego zasięgu[1].